# Hypsiboas roraima
Hypsiboas roraima là một loài ếch thuộc họ Nhái bén.
Loài này có ở Guyana, có thể có ở Brasil và Venezuela.
Môi trường sống tự nhiên của chúng là vùng núi ẩm nhiệt đới hoặc cận nhiệt đới và sông ngòi.